# Cressage
Cressage – wieś w Anglii, w hrabstwie Shropshire. Leży 14 km na południowy wschód od miasta Shrewsbury i 211 km na północny zachód od Londynu. W 2001 miejscowość liczyła 783 mieszkańców.